# Taeniacanthus laqueus
Taeniacanthus laqueus is een eenoogkreeftjessoort uit de familie van de Taeniacanthidae. De wetenschappelijke naam van de soort is voor het eerst geldig gepubliceerd in 1935 door Leigh-Sharpe.